# Росбауд, Ханс
Ханс Росбауд (нем. Hans Rosbaud; 22 июля 1895, Грац ― 29 декабря 1962, Лугано) ― австрийский дирижёр.

## Биография
Росбауд получил музыкальное образование во франкфуртской Консерватории Хоха, где учился в классах фортепиано у Альфреда Хёна и композиции ― Бернхарда Зеклеса. С 1921 года он был директором Высшей школы музыки в Майнце, где также иногда выступал как дирижёр. Уже в это время проявился его интерес к современной музыке: в 1923 он исполнил «Камерную музыку № 1» Пауля Хиндемита. В 1929 Росбауд возглавил симфонический оркестр Франкфуртского радио, в исполнении которого стали звучать современные сочинения, благодаря высокому качеству исполнения привлёкшие внимание публики. Вплоть до прихода к власти нацистов в 1933 году в программах Росбауда регулярно звучала музыка Шёнберга, Берга, Веберна, Хиндемита, Стравинского, Бартока и других современных композиторов. Среди исполненных им впервые сочинений ― Четыре оркестровые песни Шёнберга (1932) и Второй фортепианный концерт Бартока (1933, солировал автор).
В 1936 году кампанию против Росбауда развязал его подчинённый, автор нацистских маршей и песен Йозеф Феликс Хесс, обвиняя его в проеврейских симпатиях и в «неарийском» происхождении. Конфликт закончился патовой ситуацией — с одной стороны, обвинениям против Росбауда не был дан ход, с другой — суд восстановил уволенного Хесса в должности, и тот продолжил интриги. Попытки Росбауда эмигрировать в США были неудачными, и в 1937 году он перебрался в Мюнстер, где получил пост генеральмузикдиректора, а в 1941 году ― в оккупированный нацистами Страсбург.
После окончания войны Росбауд получил возможность дирижировать филармоническим оркестром в Мюнхене, а в 1948 году он был назначен дирижёром только что основанного оркестра Юго-западного радио Германии в Баден-Бадене. С этим коллективом Росбауд работал до конца жизни. Как и прежде, в концертах Росбауда звучала музыка современных композиторов, после учреждения в 1950 году фестиваля в Донауэшингене он стал активным его участником. В 1952 году Международным обществом современной музыки ему была присуждена Шёнберговская медаль. Музыку Шёнберга Росбауд часто исполнял в последние годы жизни: в 1954 году он руководил премьерой концертного исполнения оперы «Моисей и Аарон» (была сделана запись и впервые выпущена три года спустя), в 1957 году эту же оперу он исполнил в Цюрихе, а на следующий год на Голландском фестивале дирижировал монодрамой «Ожидание» и оперой «С сегодня на завтра».
Несмотря на прочно закрепившуюся за Росбаудом репутацию специалиста по современной музыке, его творчество не ограничивалось этим стилем. Дирижёр много гастролировал по всему миру и сделал сотни записей музыки Глюка, Гайдна, Моцарта, Брукнера, Малера, Сибелиуса и других композиторов. Среди наиболее известных – оперы Моцарта «Дон Жуан» (запись 1956 года) и «Свадьба Фигаро» (концертная запись с Экс-ан-Прованского фестиваля, 1955). Отличительные черты дирижёрского искусства Росбауда ― ясность изложения, отточенное чувство структуры, внимание к деталям партитуры.
Его братом был металлург и английский шпион Пауль Росбауд.